# Peridelias aprosita
Peridelias aprosita là một loài bướm đêm trong họ Geometridae.